# Carmen från Khayelitsha
Carmen från Khayelitsha (xhosa: "U-Carmen eKhayelitsha") är en sydafrikansk film från 2005. Den är en version av George Bizets opera Carmen vars handling förlagts i Sydafrika i nutid. Filmen mottog Guldbjörnen vid Filmfestivalen i Berlin 2005.

## Rollista[2]
- Carmen - Pauline Malefane
- Nomakhaya - Lungelwa Blou
- Jongikhaya - Andile Tshoni
- Amanda - Andiswa Kedama
- Manelisa - Noluthando Boqwana